# Tapis rouge (film)
Pour les articles homonymes, voir Tapis rouge et Tapis (homonymie).
Pour plus de détails, voir Fiche technique et Distribution.
Tapis rouge est un drame franco-suisse réalisé par Frédéric Baillif et Kantarama Gahigiri et sorti en 2017. Le film est une fiction réaliste qui emprunte aux codes du documentaire et constitue un projet social réalisé avec des jeunes d'un milieu précaire. Les quinze dernières minutes sont constituées par le court-métrage tourné par les jeunes. Le film dispose du label "cinéma équitable".  

## Synopsis
Un groupe de jeunes vivant dans un quartier défavorisé en Suisse sollicite un ancien acteur pour les aider à réaliser un court-métrage. Ils se rendent ensemble au Festival de Cannes pour tenter de trouver un producteur pour leur projet...

## Fiche technique
- Titre original : Tapis rouge
- Réalisation : Frédéric Baillif et Kantarama Gahigiri
- Scénario : Frédéric Baillif et Kantarama Gahigiri
- Photographie : Joseph Areddy
- Montage : Dorian Tabone, Gabriel Bonnefoy, Frédéric Baillif
- Production : Frédéric Baillif
- Sociétés de production : Freshprod
- Société de distribution : Wayna Pitch
- Pays de production :  France,  Suisse
- Langue originale : français
- Format : couleur
- Genre : Drame]
- Durée : 105 minutes
- Dates de sortie :
  - France : 10 mai 2017

## Distribution
- Frédéric Landenberg
- Jaimerose Amidouz Awazi
- Mélissa Haguma
- Marlon Ali Lattion
- Emmanuel Rivolet
- Sébastien Lopez Buanga
- Joël Gerber
- Yusuf Ali
- Marcel Ndala